# Sipperlav
Sipperlav (Dermatocarpon miniatum) är en lavart som först beskrevs av L., och fick sitt nu gällande namn av W. Mann. Sipperlav ingår i släktet Dermatocarpon och familjen Verrucariaceae.  Arten är reproducerande i Sverige. Inga underarter finns listade i Catalogue of Life.

## Källor

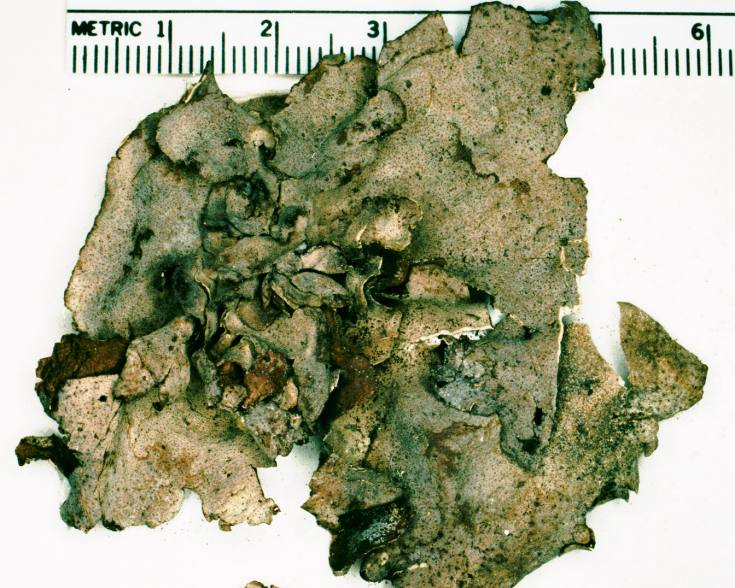
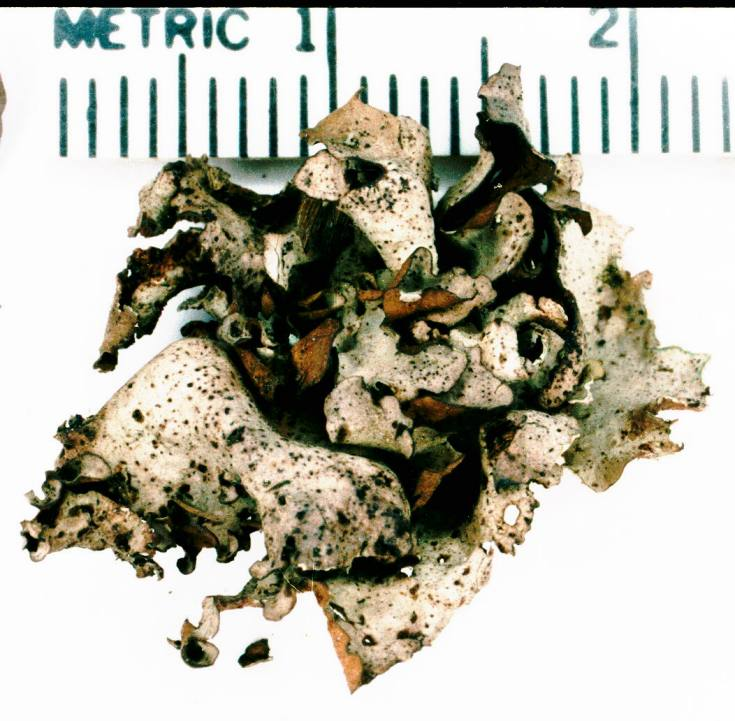
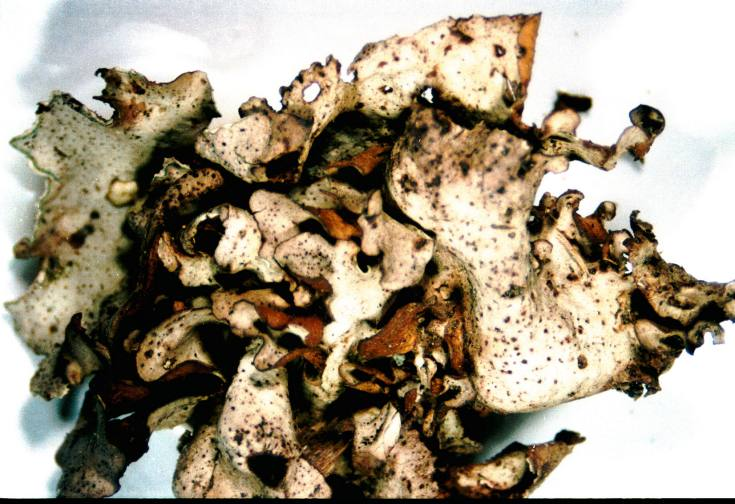
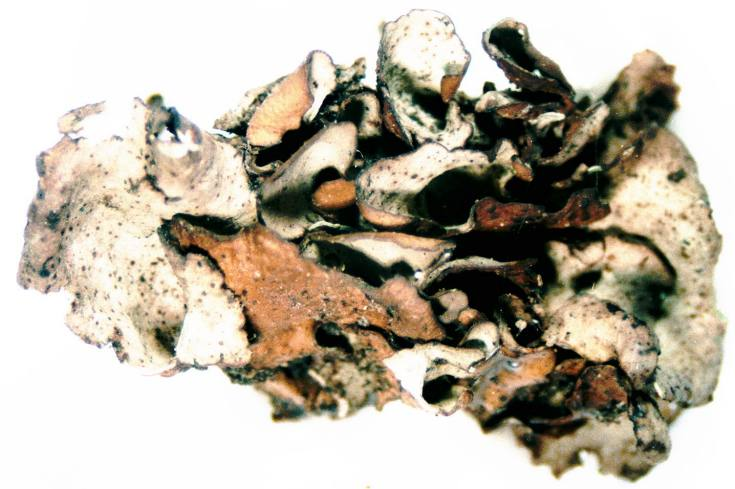
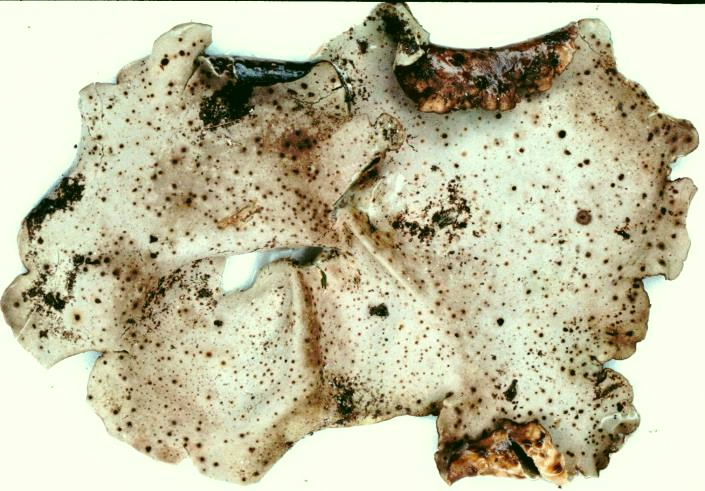
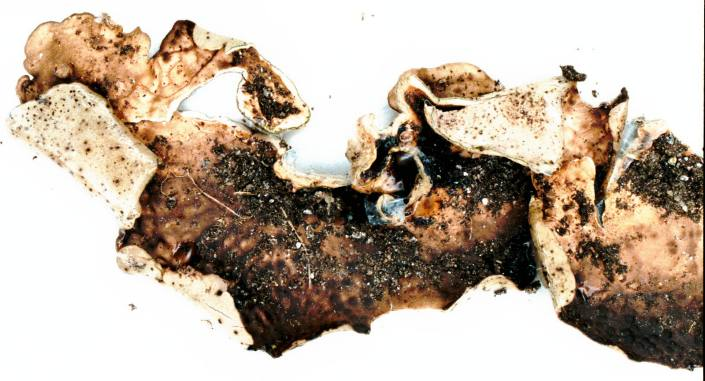
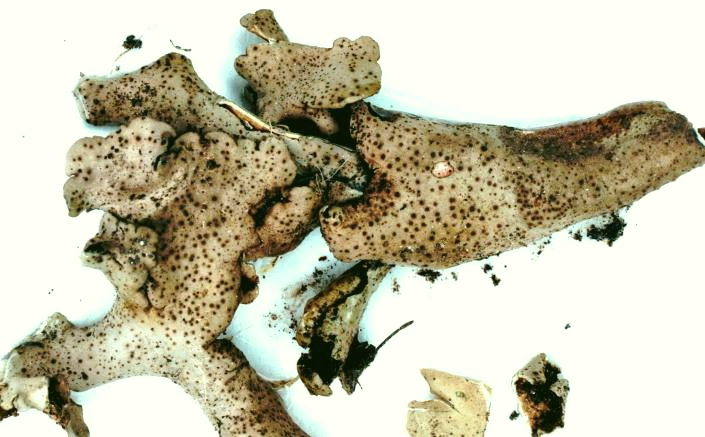
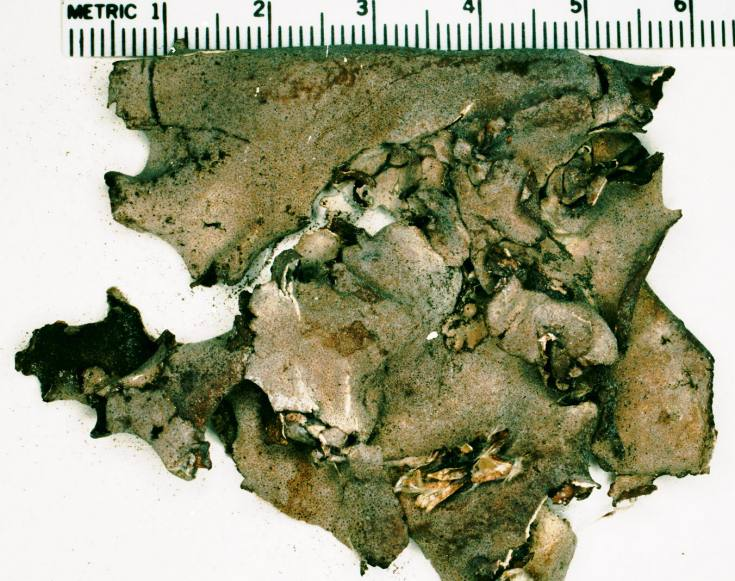